# Naraha (Fukushima)
Naraha (楢葉町 Naraha-machi?) es un pueblo localizado en la prefectura de Fukushima, Japón. Su área total es de 103,64 km².
Debido al desastre ocurrido en el año 2011 en la central nuclear de Fukushima, su población fue evacuada. Unos años después fue permitido reestablecerse en esta localidad.

## Geografía

### Municipios circundantes
- Prefectura de Fukushima
  - Iwaki
  - Hirono
  - Tomioka
  - Kawauchi

## Demografía
Según datos del censo japonés, la población de Naraha ha disminuido en los últimos años.
| Año del censo | Población |
| ------------- | --------- |
| 1995          | 8.476     |
| 2000          | 8.380     |
| 2005          | 8.188     |
| 2010          | 7.700     |
| 2015          | 975       |
| 2021          | 3.700     |